# Cirrus (netwerk)

Cirrus logo

Cirrus is een wereldwijd interbancair netwerk dat geëxploiteerd wordt door MasterCard en opgericht werd in 1982. Het verbindt Mastercard en Maestro krediet-, debet- en prepaid-kaarten in een netwerk van meer dan 1.000.000 geldautomaten.
Mastercard en Maestro-kaarten zijn standaard gekoppeld aan het Cirrus-netwerk, maar heel vaak worden alle drie de logo's van de Mastercard-familie getoond: Mastercard, Maestro en Cirrus. Canadese, Amerikaanse en Saoedische geldautomaten gebruiken dit netwerk naast hun lokale netwerk en vele banken hebben Cirrus aangenomen als hun internationale interbancaire netwerk naast een lokaal netwerk, zoals van concurrent Plus, of gewoon beide. In locaties als India en Bangladesh dient het Cirrus-netwerk ook als een lokaal interbancair netwerk, alsook als een internationaal netwerk.